# Засоленные почвы

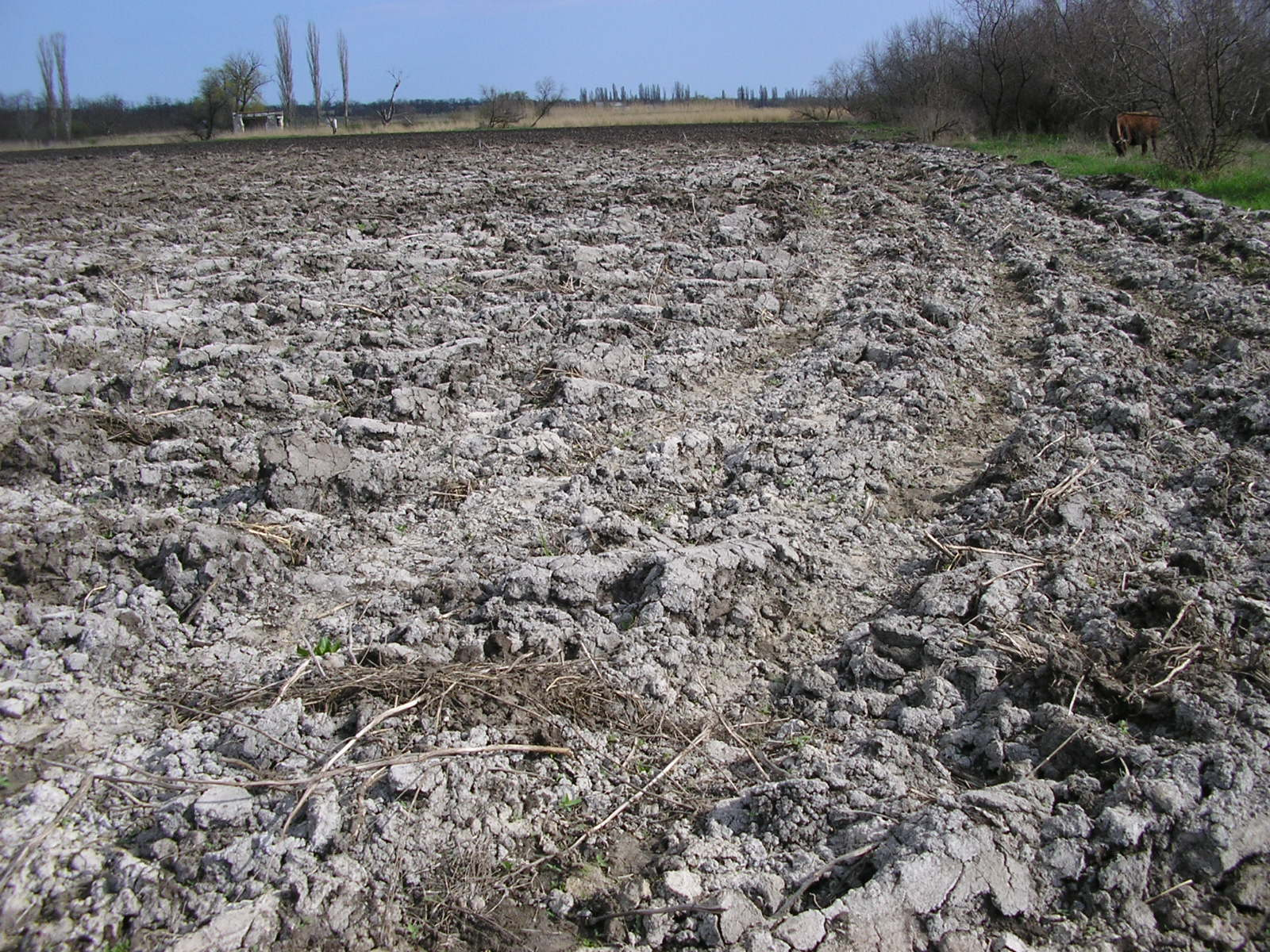
Засоленные луговые почвы в пойме реки Барабой. На поверхности почвы выцветы солей — тонкие плёнки солей, которые выкристаллизовались из почвенного раствора

Засо́ленные по́чвы — почвы, содержащие во всём профиле или в его части легкорастворимые минеральные соли в количествах, вредных для растений (более 0,25 %). 

## Общая характеристика
Засоленными при определённых условиях могут быть разнообразные почвы: чернозёмы, каштановые, луговые. Особые признаки имеют такие галоморфные почвы, как солончаки и солонцы. Процесс накопления солей известен как засоление.
Засоление может быть первичным в связи с естественными процессами (затопление суши солёной морской водой, выветривание минералов, импульверизация — принос солей ветром в фитоценоз) и вторичным через искусственные процессы — орошения, осушения.
По степени засоления почвы делятся на слабо-, средне-, сильно- и очень сильно засоленные. Предполагается, что на слабозасоленных почвах урожай культур в среднем снижается до 25 %, на среднезасоленных — до 50 %, на сильнозасоленных — до 75 % и на очень сильнозасоленных — до 100 %.
Независимо от химического состава соединений, которые засаливают почву, сами по себе соли могут концентрироваться в определённом почвенном горизонте. По глубине залегания солевого горизонта от дневной поверхности выделяют солончаковые (0-30 см), солончаковатые (30-80 см), глубокосолончаковатые (80-150 см) и глубокозасоленные (>150 см) почвы.
В зависимости от состава солей в почве выделяют несколько основных видов засоления:
а) хлоридное засоление почв обусловлено избыточным содержанием в почве хлорида натрия и хлорида магния (NaCl, МgCl2);
б) сульфатное засоление обусловлено накоплением сульфата натрия и сульфата магния (МgЅО4, СаЅО4, Na2SO4);
в) содовое (карбонатное) засоление связано с наличием в почве повышенных количеств гидрокарбоната натрия или других натриевых солей (NaHCO3), Na2СО3).
По вредности для растений соли делятся на наиболее вредные (Na2CO3, NaHCO3, NaCl) вредные (СаСl2, МgCl2, Na2SO4) и менее вредные (МgЅО4, СаЅО4).
Основной причиной гибели растений на засоленных почвах является высокое осмотическое давление почвенного раствора, который превышает давление их клеточного сока, в результате чего уменьшается поступление воды в отдельные ткани, увеличивается транспирация, ухудшается ассимиляция, дыхание и образование сахаров, что приводит к высыханию и гибели растений.

## Засоление почв при орошении

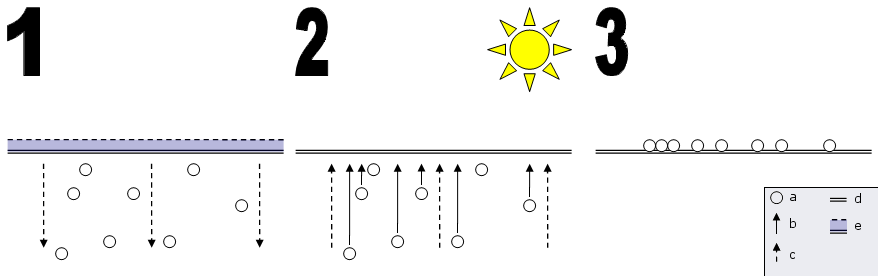
Засоление почвы при орошении минерализованными водами

Вторичное засоление орошаемых почв происходит со временем потому, что почти вся вода (даже природные осадки) содержат растворимые соли. Когда растения используют воду, соли остаются в почве и с годами накапливаются до критического уровня. Поскольку засоление почвы отрицательно влияет на рост и развитие сельскохозяйственных культур, эти соли вымывают из корневой зоны промывными поливами. Вторичное засоление происходит в основном на землях с плохим естественным оттоком грунтовых вод и при использовании для орошения сельскохозяйственных культур минерализованных вод.

## Засоление почв при пожаротушении
В первой половине 1980х годов всё более распространённым явлением в разных странах мира стало применение пожарной авиации, использовавшей для тушения пламени не пресную воду, а солёную морскую воду, что вызывало постепенное засоление почвы.

## География распространения
Засоленные почвы встречаются преимущественно в южных засушливых областях многих стран (Египет, Пакистан, Индия, Китай и др.), часто — пятнами среди незасоленных почв. 
В Средней Азии засолено около половины всех распаханных земель. 
В России они широко распространены в Поволжье. На Украине к началу 2012 года засоленные почвы занимали относительно небольшую площадь — 1,92 млн га; из них, по данным Государственного земельного кадастра, 1,71 млн га в настоящее время в сельскохозяйственном использовании, в том числе слабозасоленных — 1336,6 тыс. га, среднезасоленных — 224,3 тыс. га, сильнозасоленных — 116,3 тыс. га, солончаков — 32,8 тыс. га.
Среди орошаемых земель на Украине насчитывается около 350 тыс. га засоленных, из них 70-100 тыс. га вторично засоленных почв. Площадь солонцовых почв — 2,8 млн га (преимущественно в пределах степи), примерно 2/3 из них разоряется, а около 0,8 млн га — орошается.